# Геохинтония
Геохинтония (лат. Geohintonia) — монотипный род небольших мексиканских шаровидных кактусов. Единственный вид — Геохинтония мексиканская (Geohintonia mexicana). Некоторые ботаники относят растения данного вида к роду Aztekium — соответственно, называя его Aztekium mexicanum.

## История открытия
В 1991 году Джордж Хинтон, исследуя в Мексике гипсовые холмы в районе Сьерра Мадре Ориенталь, обнаружил кактус, который показался ему новым среди уже описанных. Чуть позже эту местность посетили Чарльз Гласс и Фриц Морис. Они подтвердили предположение Хинтона и назвали новый описанный ими род в честь его первооткрывателя. В коллекциях этот кактус встречается редко.

## Описание
Одиночный шаровидный кактус. Зеленовато-голубоватый стебель может достигать 11 см в высоту. Диаметр обычно не превышает 10 см.
Рёбер 18—20, они хорошо выражены, глубиной до 1,6 см. Бугорки отсутствуют. Овальные ареолы расположены на вершинах рёбер. Вначале ареолы опушены, затем становятся голыми. Иголок 3, их длина — до 12 мм. Иголки слегка изогнуты.
Цветки розовые или пурпурные, диаметром 3—4 см. Плоды голые, длиной до 9 мм, обычно скрыты в опушении стебля.